# Plénise
Plénise là một xã trong vùng hành chính Franche-Comté, thuộc tỉnh Jura, quận Lons-le-Saunier (quận), tổng Nozeroy. Tọa độ địa lý của xã là 46° 48' vĩ độ bắc, 06° 01' kinh độ đông. Plénise nằm trên độ cao trung bình là 822 mét trên mực nước biển, có điểm thấp nhất là 733 mét và điểm cao nhất là 907 mét. Xã có diện tích 5.43 km², dân số vào thời điểm 2006 là 52 người; mật độ dân số là 10 người/km².

## Thông tin nhân khẩu
| 1962 | 1968 | 1975 | 1982 | 1990 | 1999 |
| ---- | ---- | ---- | ---- | ---- | ---- |
| 74   | 87   | 68   | 54   | 55   | 63   |

## Địa điểm tham quan
Nhà thờ được khánh thành năm 1801.